# أحمد يحيى (لاعب كرة قدم مصري)
أحمد يحيى عبد الغني لاعب كرة قدم مصري ، يلعب حاليًا لنادي الإنتاج الحربي في مركز حراسة المرمى.

في 29 مايو 2018 انتقل لنادي الإنتاج الحربي في صفقة انتقال حر لمدة 3 مواسم.

## الإنجازات
سموحة
- كأس مصر:
  - الوصيف (1): 2018[1]

## وصلات خارجية
- أحمد يحيى